# Konferenz der Übersetzungsdienste europäischer Staaten
Die Konferenz der Übersetzungsdienste europäischer Staaten (KÜDES), englisch: Conference of Translation Services of European State (COTSOES) umfasst Übersetzungs-, Terminologie- und/oder Dolmetschdienste der Zentralverwaltungen europäischer Staaten. Ihre wichtigsten Aufgaben bestehen darin, den Informations- und Erfahrungsaustausch in Bereichen von gemeinsamem Interesse zu fördern, die Mitgliedsdienste auf den Gebieten der Übersetzung (Linguistik), des Dolmetschens, der Terminologie und der Sprachtechnologie zu unterstützen und die Zusammenarbeit der im öffentlichen Dienst tätigen Sprachsachverständigen zu fördern.

## Geschichtlicher Überblick
Nach zwei vorbereitenden Versammlungen 1980 in Den Haag und 1981 in Bern, wurde die Konferenz im Oktober 1982 nach Annahme der Geschäftsordnung gegründet. Während dieser dritten Versammlung, die in Bern stattfand, beschließt die Konferenz ihre Bezeichnung als „Konferenz der Übersetzungsdienste westeuropäischer Staaten“. Infolge des Beitritts neuer Staaten wurde die aktuelle Bezeichnung - Konferenz der Übersetzungsdienste europäischer Staaten auf der Versammlung in Stockholm im September 1992 entschieden. Die Zusammensetzung und die Organisation der Konferenz werden durch die Geschäftsordnung geregelt. Darin wird insbesondere vorgesehen, dass die Versammlung der Konferenz alle zwei Jahre zu einer Tagung zusammentritt und dass der Vorsitz wechselnd ist. Die Arbeitssprachen der Konferenz sind Deutsch, Englisch und Französisch.

## Organisation der Konferenz

### Zusammensetzung
Die Organisation setzt sich aus den Mitgliedsdiensten und den teilnehmenden Diensten zusammen. Auf Einladung des amtierenden Vorsitzes können auch Beobachter an der Tagung der Versammlung teilnehmen.
- Mitgliedsdienste
Übersetzungs-, Terminologie- und/oder Dolmetschdienste von Zentralverwaltungen europäischer Staaten den Beitritt zur Konferenz als Mitgliedsdienst beantragen.
- Teilnehmende Dienste
Die teilnehmenden Dienste können an den Arbeiten der Konferenz teilnehmen, haben jedoch kein Stimmrecht. Dabei handelt es sich um die Übersetzungs-, Terminologie- und/oder Dolmetschdienste der Zentralverwaltungen von Staaten außerhalb Europas sowie von zwischenstaatlichen Organisationen.
- Beobachter
Vertreter anderer Dienste oder Institutionen, die weder Mitgliedsdienste noch teilnehmende Dienste sind, können vom Vorsitz eingeladen werden, an den Arbeiten einer Versammlung als Beobachter teilzunehmen.

- 1. Versammlung
Die Versammlung tritt alle zwei Jahre zu einer ordentlichen Tagung zusammen. Sie setzt sich aus den Delegierten aller Mitgliedsdienste zusammen und hat zur Aufgabe,

- die Modalitäten der Zusammenarbeit gemäß Artikel I der Geschäftsordnung zu bestimmen;
- die Empfehlungen der Konferenz zu verabschieden;
- über die Bildung und das Mandat von Arbeitsgruppen zu entscheiden;
- die Berichte und Vorschläge der Arbeitsgruppen und der Mitgliedsdienste zu prüfen;
- die vom Vorsitz erstellte Tätigkeitsübersicht zu prüfen;
- den Vorsitz der Konferenz zu wählen;
- über die Zusammenarbeit mit anderen Institutionen, die ähnliche Ziele verfolgen, zu entscheiden.

Zu einer außerordentlichen Tagung kann die Versammlung entweder auf Antrag von einem Drittel der Mitgliedsdienste oder aus eigener Initiative zusammentreten. Die Versammlung ist mit der Mehrheit von zwei Dritteln der anwesenden abstimmenden Mitgliedsdienste und der von ihnen vertretenen Länder beschlussfähig. Jeder Mitgliedsdienst hat nur eine Stimme. Mitgliedsdienste, die sich der Stimme enthalten, gelten als nicht an der Abstimmung teilnehmend.
- 2. Vorsitz
Die bei der ordentlichen Tagung der Versammlung anwesenden Mitgliedsdienste wählen jeweils den neuen Vorsitz für die beiden folgenden Jahre. Die Aufgaben des Vorsitzes bestehen darin,
  - die Arbeiten der Versammlung festzulegen, zu organisieren und zu leiten;
  - die Berichte der vier Arbeitsgruppen sowie die Entscheidungen und Empfehlungen der Versammlung an die Mitgliedsdienste und an die teilnehmenden Dienste zu verteilen;
  - am Ende der Amtszeit eine Übersicht über die Tätigkeiten der Konferenz zu erstellen;
  - Vertreter anderer Dienste von Organisationen oder Institutionen, die keine Mitgliedsdienste bzw. keine teilnehmenden Dienste sind, als Beobachter zu den Arbeiten der Versammlung einzuladen bzw. deren Einladung zuzustimmen;
  - alle einschlägigen Dokumente der zweijährigen Amtszeit auf der Internetseite der KÜDES zu archivieren. Bis 2006 wurden die Archive durch den Sprachendienst des niederländischen Außenministeriums verwaltet. Seit 2007 werden die Dokumente ausschließlich elektronisch archiviert.

### Arbeitsgruppen
Die Arbeit der Konferenz erfolgt im Wesentlichen innerhalb der Arbeitsgruppen. Die KÜDES umfasst vier Arbeitsgruppen. Die jeweiligen Vorsitzenden werden von den Mitgliedern jeder Arbeitsgruppe aus ihrer Mitte benannt. Es gibt die folgenden vier Arbeitsgruppen:
- Neue Technologien
Diese Arbeitsgruppe befasst sich mit der Entwicklung von computergestützten Übersetzungsprogrammen und kann die Mitgliedsdienste über deren Benutzung beraten. Die Gruppe führt regelmäßig Untersuchungen zu diesen Programmen und deren Benutzung in den verschiedenen Diensten durch.
- Geschäftsordnung
Diese Arbeitsgruppe untersucht, welche Entwicklungen der Geschäftsordnung der KÜDES wünschenswert sind, und sie legt ihre Vorschläge der Versammlung vor, die darüber entscheidet. Die Gruppe hilft dem Vorsitz mit der Aktualisierung der Liste der KÜDES-Mitgliedsdienste.
- Menschliche Ressourcen
Diese Arbeitsgruppe, die ursprünglich zur Untersuchung der Probleme beim Überprüfen gegründet wurde, entwickelte sich in Richtung berufliche Weiterbildung (Qualitätssicherung, Fortbildung und Qualifikation der Übersetzer und Terminologen usw.). Seit 1996 liegt die Zuständigkeit dieser Arbeitsgruppe eher allgemein beim Personalmanagement im Bereich Übersetzen und ihre Bezeichnung änderte sich in „Menschliche Ressourcen“.
- Terminologie
Diese Arbeitsgruppe erarbeitet die Empfehlungen für die Terminologiearbeit, die den KÜDES-Mitgliedsdiensten sowie auf der Internetseite der Schweizerischen Bundeskanzlei veröffentlicht werden. Außerdem führt die Gruppe konkrete Terminologieprojekte je nach Bedarf der Mitgliedsdienste durch.